# Лінійні кораблі типу «Рівадавія»
Лінійні кораблі типу «Рівадавія» (ісп. Clase Rivadavia) — серія лінійних кораблів Аргентини. Були створені у рамках програми посилення флоту. У 1908—1910 роках були побудовані два кораблі цього типу, що стали єдиним типом дредноутів на озброєнні ВМС Аргентини.

## Історія створення
У 1908 році інформація про те, що Бразилія замовила в Англії 2 лінійні кораблі, викликала в Аргентині серйозне занепокоєння. Уряд Аргентини, на відміну від урядів інших держав без власних суднобудівних потужностей, вирішив не звертатися до якоїсь конкретної великої суднобудівної компанії, а провести своєрідний міжнародний конкурс.
У 1908 році в Лондон прибула аргентинська комісія на чолі з контр-адміралом Онофріо Бетбедером, яка оголосила, що уряд має намір замовити 2 лінкори, 6 есмінців і 12 підводних човнів і існує можливість замовлення третього лінкора. Відгукнулися 15 фірм з Франції («Форж і Шатье»), Німеччини («Блом унд Фосс»), Великої
Британії («Армстронг», «Віккерс» та інші), Італії («Ансальдо»), США («Крамп», «Фор Рівер» і інші).
Конкуренція була жорсткою. Сума замовлення склала 2,2 мільйона фунтів стерлінгів. Вивчивши всі надіслані проекти, аргентинці скорегували свої вимоги, взявши все найкраще з представлених розробок. Фірми переробили свої проекти, аргентинці їх уважно вивчили, і тільки потім було оголошено остаточне рішення, яке вразило весь світ. Замовлення дістався американській верфі «Фор Рівер» (Квінсі, Массачусетс), яка знизила ціну на 224 000 фунтів стерлінгів за корабель. У конструкції лінкора ясно простежується вплив міжнародного конкурсу, хоча більшість елементів чисто американські. Сполучені Штати розглядали ці кораблі як «резерв» для включення у разі потреби до складу власного флоту.

## Конструкція

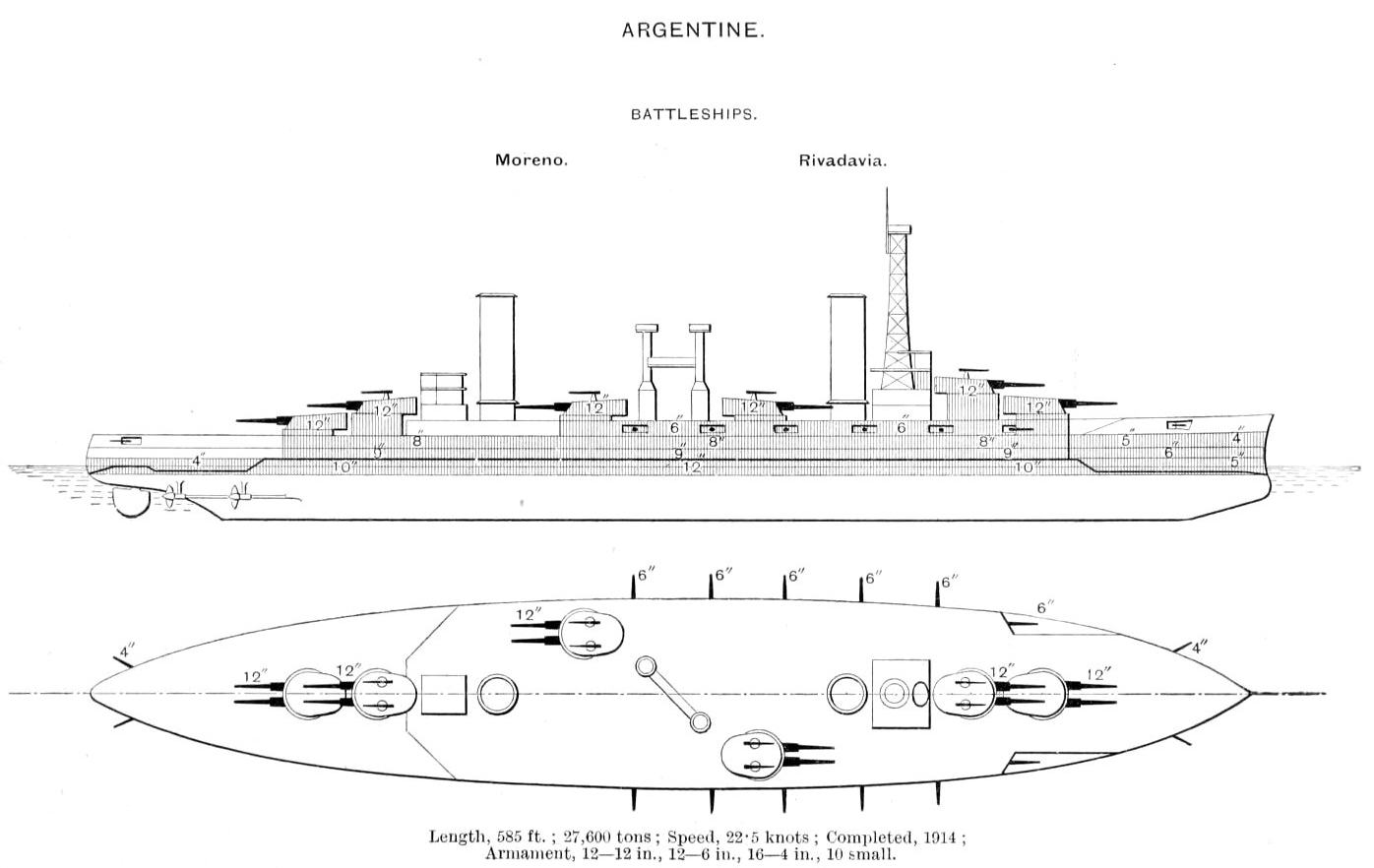
Аргентинські дредноути типу «Рівадавія». Схема.

### Корпус та бронювання
Лінкори типу «Рівадавія» мали довгий напівбак, який простягався до барбета кормового підвищення башти, ажурну фок-щоглу, широко рознесені димові труби. У середній частині корабля розміщувались масивні вантажні колони зі стрілами для обслуговування корабельних катерів.
Схема бронювання загалом була подібна до прийнятої у британському флоті. Головний пояс висотою 2,4 м при нормальній водотоннажності опускався на 1 м нижче ватерлінії, закриваючи її всю, і лише трохи не доходив до ахтерштевеня.  В середній частині корабля броньові плити досягали товщини 254 мм в районі барбетів і 280 мм між ними. Головний пояс замикався 254-мм траверзами. Над головний поясом, між головною і батарейною палубами, простягався верхній броньовий пояс товщиною 203-229 мм. В районі розміщення протимінної артилерії батарейна палуба також захищалась 152-мм бронею. Головна броньова палуба мала товщину 76 мм.
Підводний захист кораблів складався з 76-мм протиторпедної перебірки. Крім цього на кораблях типу «Рівадавія» вперше у світі була здійснена спроба захистити машини та погреби від вибуху під корпусом - палуби цих відсіків прикривались 19-мм бронею.  

### Силова установка
Силова установка кораблів за розташуванням нагадувала ту, яка була застосована на італійському лінкорі «Данте Аліг'єрі». Котельні відділення були рознесені на кінці корабля, а в центрі розміщувались машини та башти головного калібру. Аргентинські лінкори одними з перших у світі оснащувались турбозубчатими агрегатами. 
На випробуваннях жоден із кораблів не досягнув запланованої потужності у 45 000 к.с. і швидкості 23 вузли. Найкращим результатом стали 39 750 к.с. і 22,5 вузлів. При цьому виявилось, що втрата пари на головні турбіни перевищує розрахункову, тому довелось замінити лопатки турбін. Але кардинально це не виправило ситуацію, і кораблі споживали більше палива, ніж було заплановано.

### Озброєння
Озброєння головного калібру складалось із дванадцяти 305-мм гармат американської фірми «Bethlehem» і розміщувалось у шести двогарматних башт, за змішаною американсько-європейською схемою.
Протимінна артилерія на момент вступу кораблів у стрій була найчисельнішою для будь якого корабля у світі і складалась з 12 152/50-мм гармат «Mk.13» в броньованих казематах на батарейній палубі, та 16 102/50-мм скорострільних гармат «Mk.12».
Крім того, на кораблях встановлювались два бортових 533-мм торпедних апарати.
Боєкомплект становив 120 305-мм снарядів, 300 152-мм снарядів, 350 102-мм снарядів і 16 торпед.

## Представники
| Назва                     | Верф                                 | Закладений          | Спущений на воду     | Вступив у стрій     | Доля                                                               |
| ------------------------- | ------------------------------------ | ------------------- | -------------------- | ------------------- | ------------------------------------------------------------------ |
| «Рівадавія» ARA Rivadavia | «Fore River Shipyard», Квінсі, США   | 25 травня 1910 року | 26 серпня 1911 року  | 24 серпня 1914 року | Виключений зі складу флоту у 1952 році, зданий на злам у 1952 році |
| «Морено» ARA Moreno       | «New York Shipbuilding», Камден, США | 9 липня 1910 року   | 23 вересня 1911 року | 26 лютого 1915 року | Виключений зі складу флоту у 1956 році, зданий на злам у 1957 році |